# 栄誉章
栄誉章（えいよしょう）とは、勲章または栄章の一種。
都道府県において芸術・文化面などで優れた実績をあげた都道府県民に贈られるもので、オリンピック選手や国際的な評価を受けた俳優に贈られることが多い。
一例として俳優の本木雅弘が埼玉県から埼玉県民栄誉章を受けたのをはじめ、オリンピック選手の浜口京子、ピアニストの辻井伸行が台東区から台東区民栄誉章を受章している。
また、財団法人全国交通安全協会などでは交通安全栄誉章を授与しているなど警察庁所管法人から贈られる比較的、栄誉章と称するものが多く見受けられる。